# Idealismo artístico

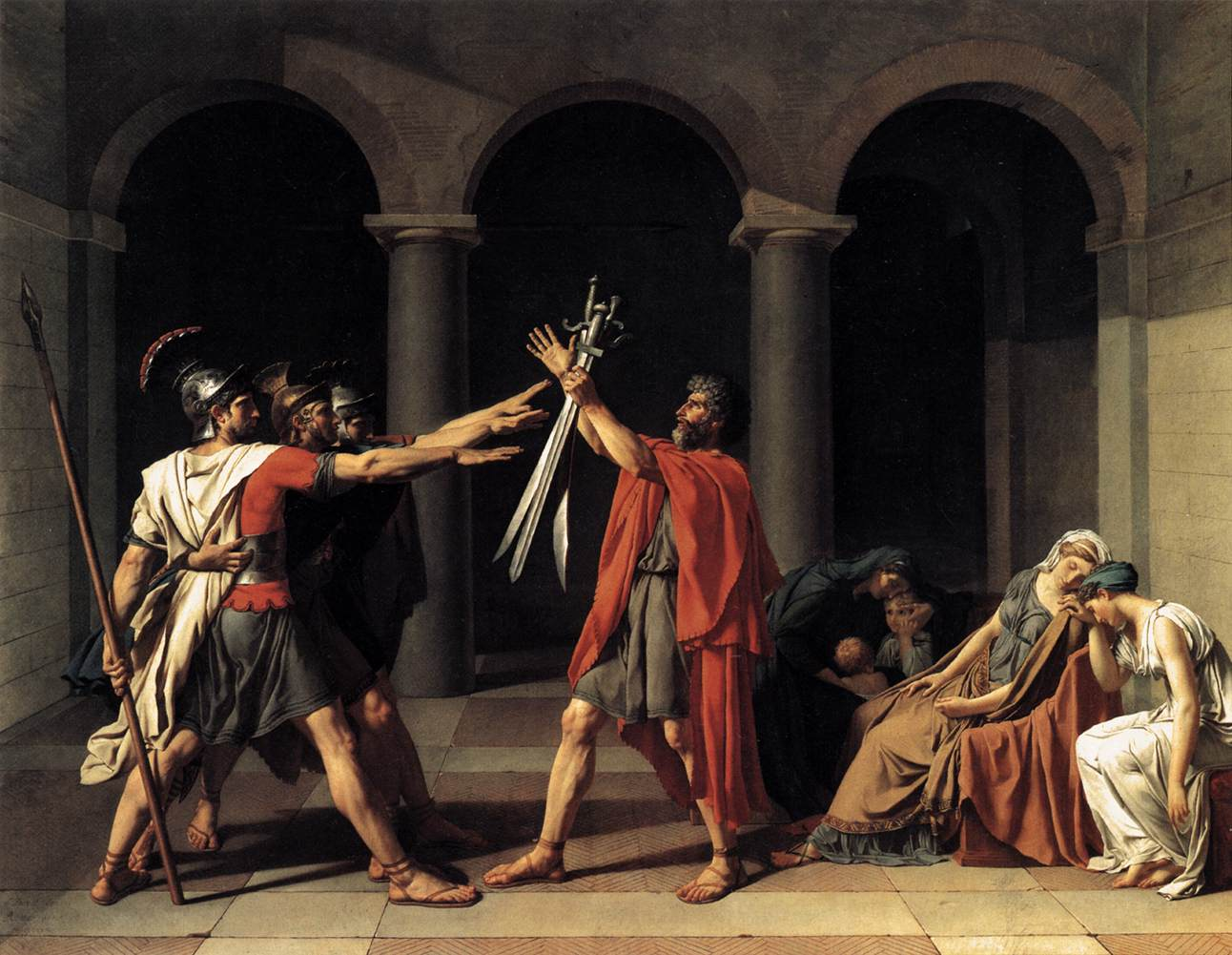
La estética neoclásica es un ejemplo paradigmático de arte idealista.

El idealismo es un planteamiento artístico que busca la representación fiel de la realidad (mímesis), al igual que el realismo artístico; pero al contrario que en este, lo hace mediante una fidelidad purificada de lo vulgar a través de la sensibilidad del artista. La representación de esta realidad es abstraída para eliminar cualquier ausencia de refinamiento y mostrar sólo lo bello. Para ello muchas veces se plasma la escena eligiendo distintos elementos tomando sólo lo mejor de cada uno y reuniéndolos todos juntos en un mismo conjunto. El arte idealista es un arte ligado a las leyes académicas y, en el arte occidental, a las bases fijadas en la antigüedad greco-latina. Las obras de estética idealista pretenden alcanzar valores estéticos tales como la elegancia, la mesura, el equilibrio y la composición cerrada; procurando evitar la vulgaridad, los excesos, los contrastes violentos y todo tipo desequilibrios.
El idealismo, en el ámbito de la teoría del arte y la estética, afirma la imaginación e intenta realizar concepciones mentales de la belleza y patrones o cánones de la belleza; por oposición a las posturas estéticas opuestas: el naturalismo y el realismo.
La sujeción del arte a reglas, a partir del academicismo de los siglos XVIII y XIX (Clasicismo y Neoclasicismo), fijó los valores estéticos, lo que trajo como efectos negativos el anquilosamiento y la repetición de modelos por mimesis, bien imitando la naturaleza, bien los ejemplos considerados "clásicos", especialmente el arte greco-romano. Como reacción inversa, se produjo en el siglo XIX la búsqueda de la libertad en el arte.

## Períodos y estilos artísticos idealistas
- Arte clásico
- Renacimiento
- Manierismo
- Barroco clasicista[4]
- Neoclásico
- Academicismo
- Ukiyo-e
- Simbolismo
- Prerrafaelismo
- Art Decó

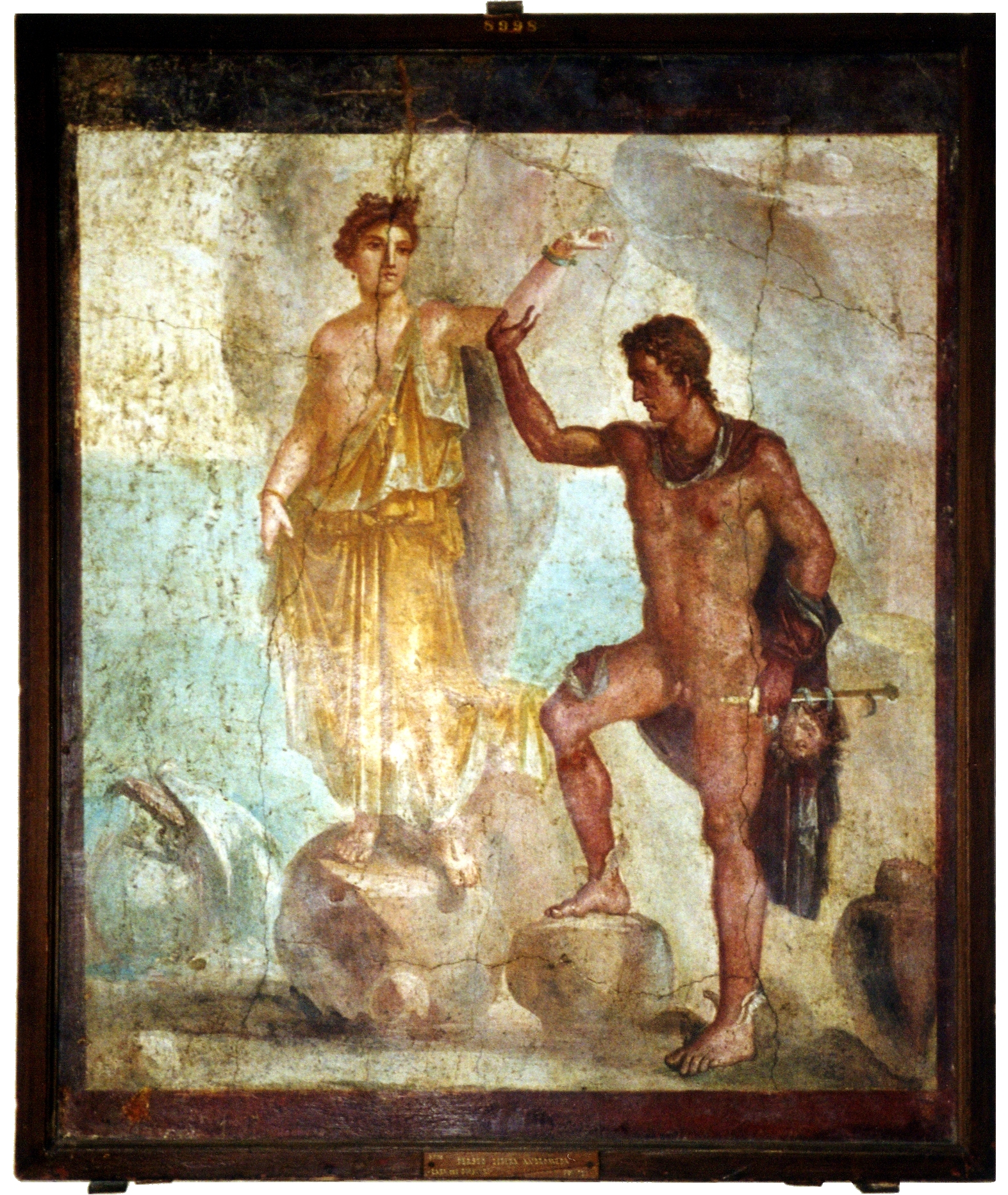
Arte Clásico: Perseo y Andrómeda de Pompeya
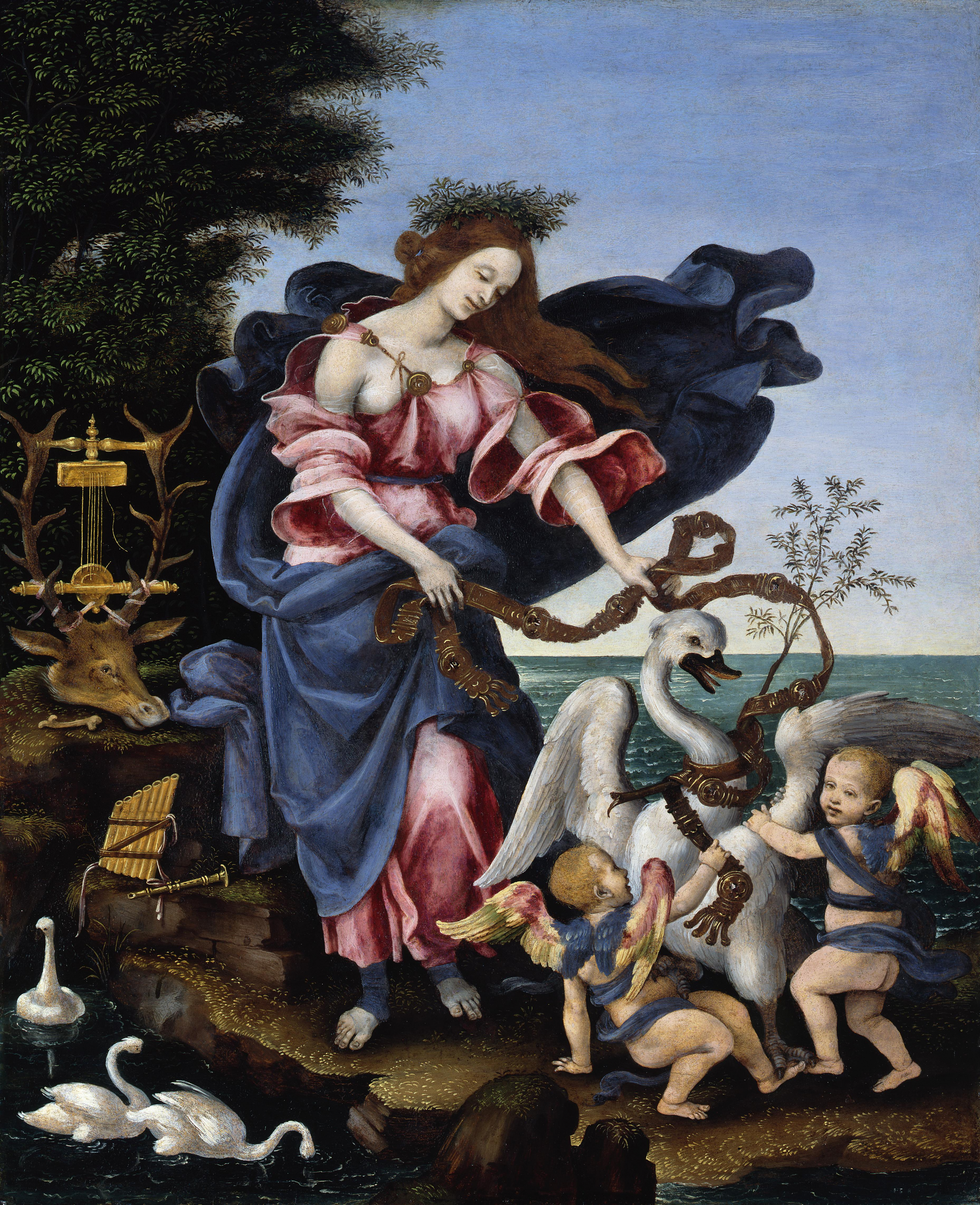
Renacimiento: Filippino Lippi (alegoría de la música)
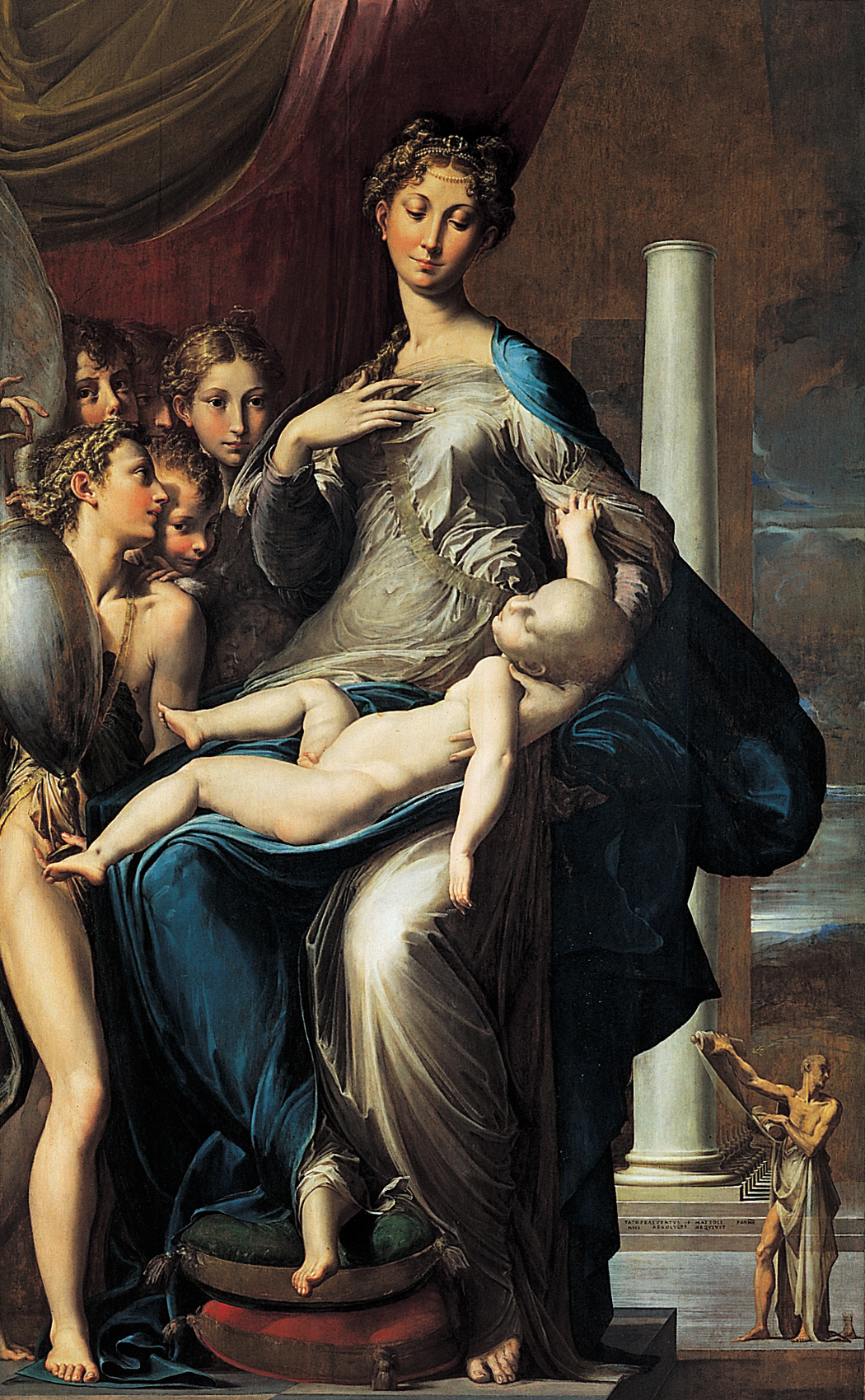
Manierismo: Parmigianino (Madonna del cuello largo)
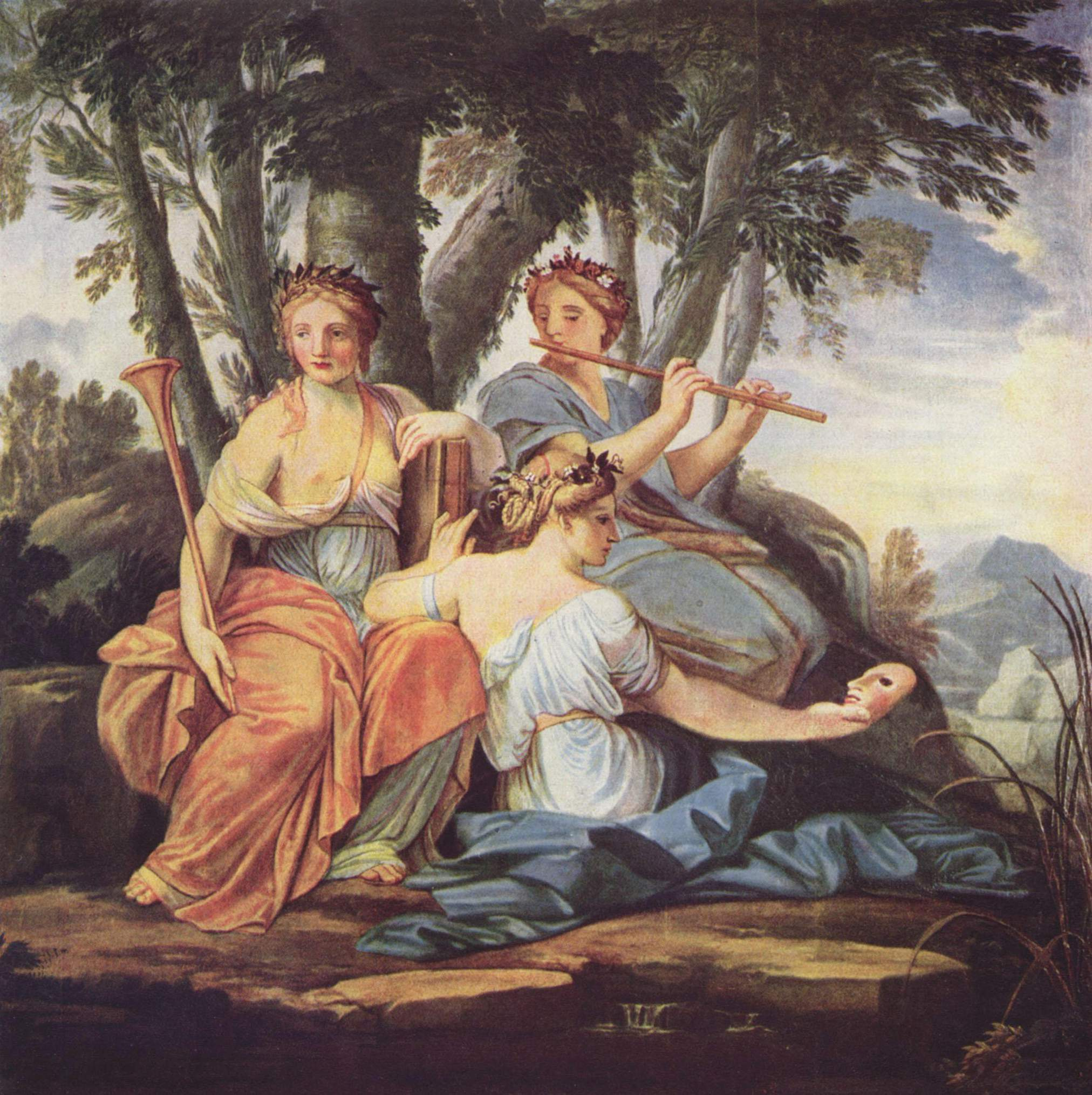
Barroco Clasicista: Le Sueur (Musas Clio, Euterpe y Thalia)
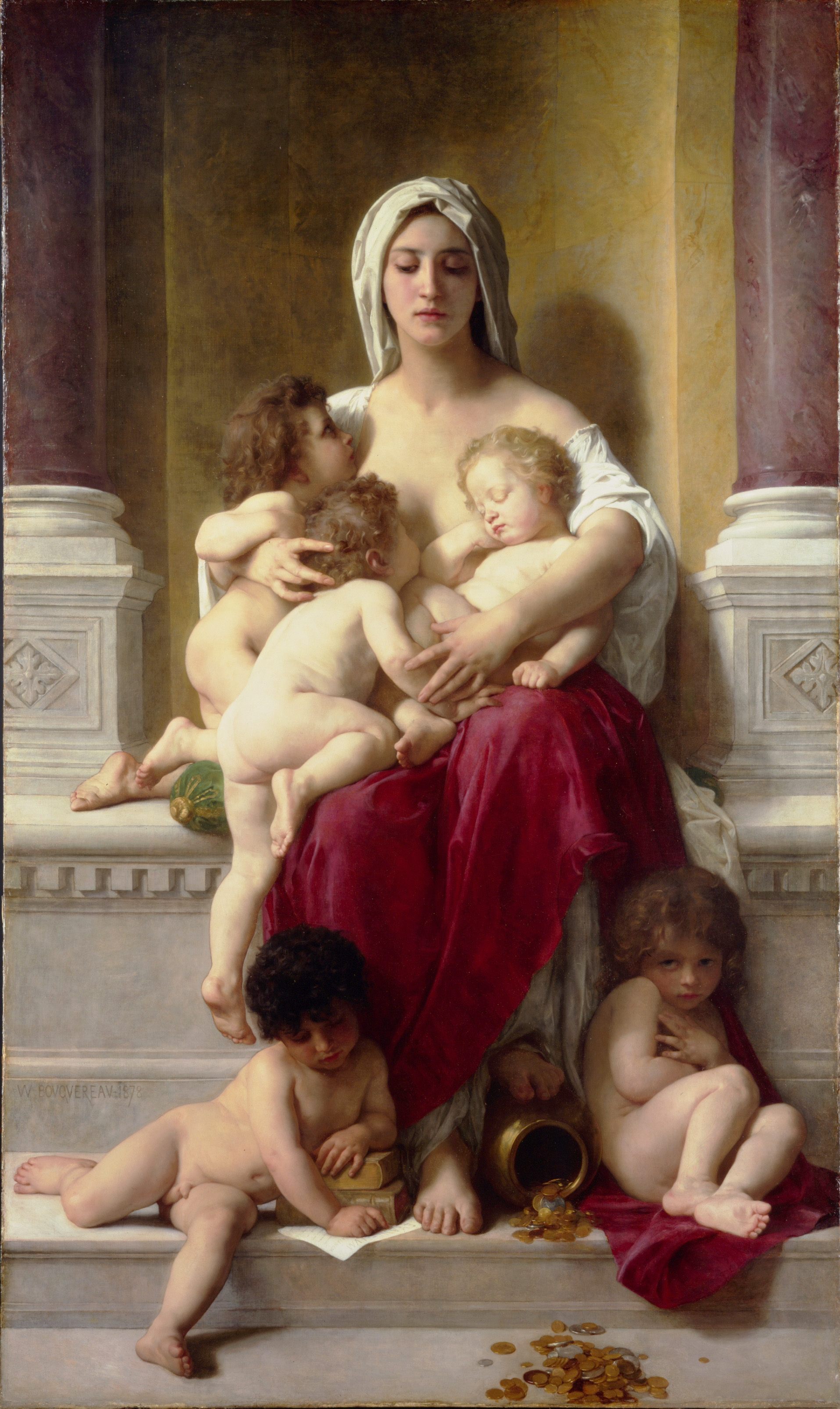
Academicismo: Bouguereau (Caridad)
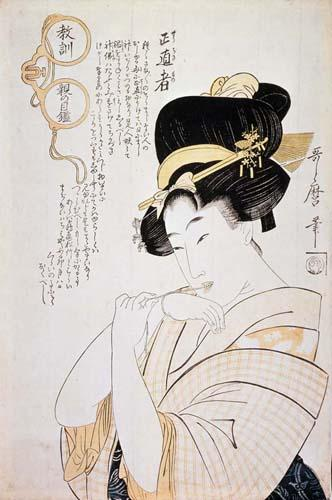
Ukiyo-e: Utamaro (Bajo juramento)
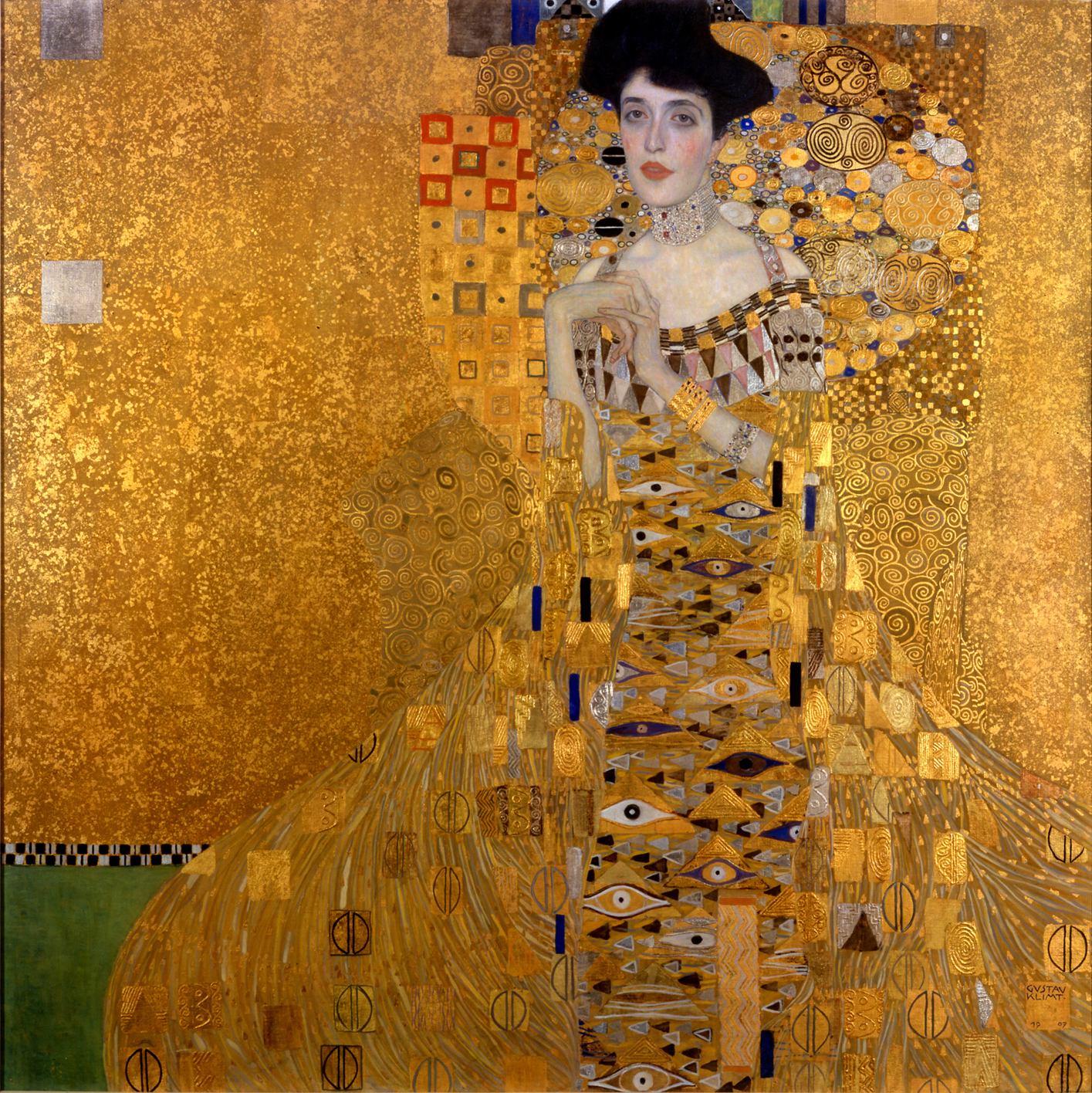
Simbolismo: Klimt (Retrato de Adele Bloch)
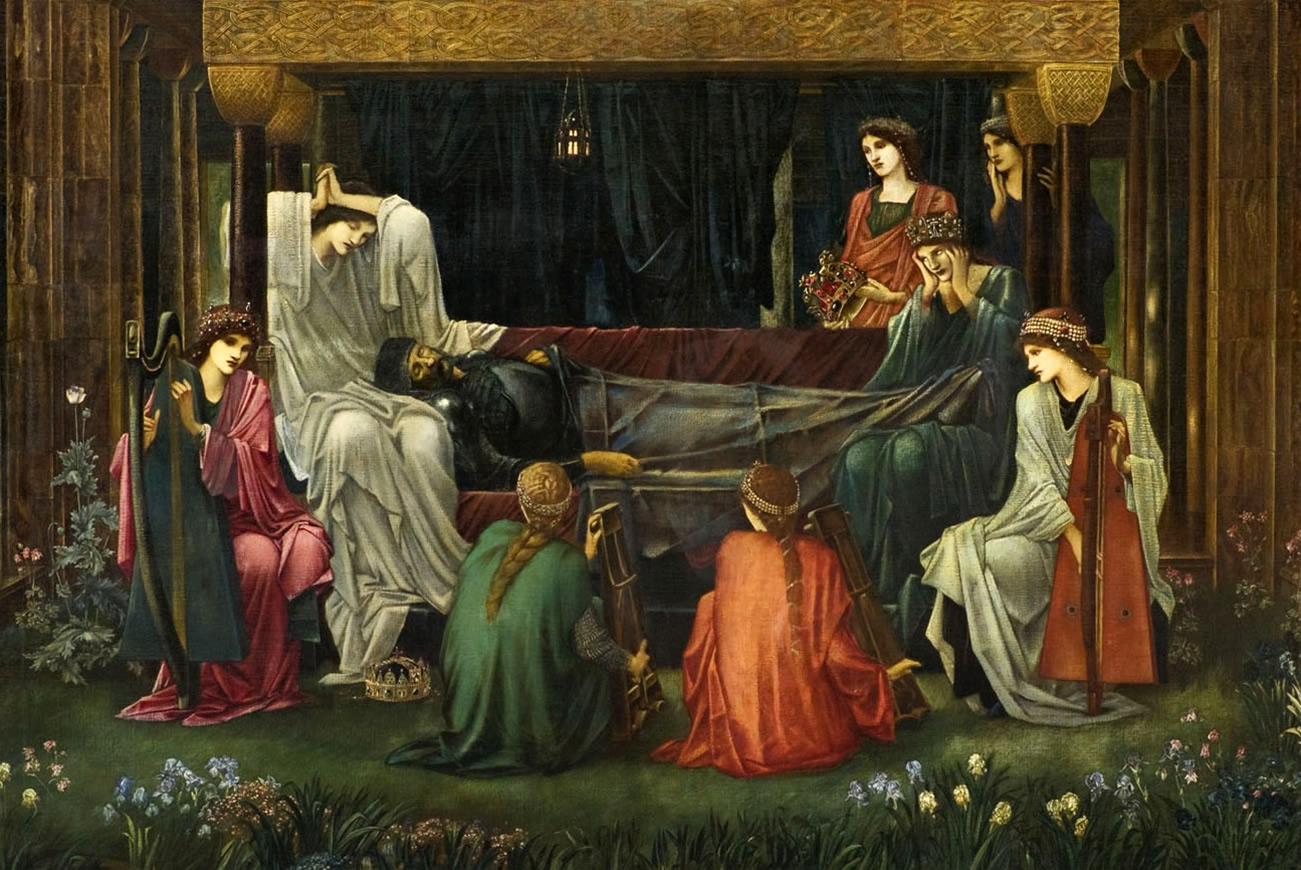
Prerrafaelismo: Burne-Jones (El último sueño de Arturo)